# 브리우에가 전투
브리우에가 전투는 1710년 8월 8일, 스페인 왕위 계승 전쟁의 한 전투로 일어났다. 스태너프 경 휘하의 영국군은 바르셀로나로 진군하다 방돔 공작(duc de Vendôme)의 군대에게 패하였다.
스태너프는 붙잡혀 포로가 되었다. 겨우 작은 숫자의 영국 분견대가 바르셀로나로 가서 이 사실을 알렸다. 그리고 스페인의 합스부르크 동맹자들은 패배로 인해 약화되었고, 붕괴하기 시작했다.

## 서막
7월 27일에 일어난 알메나라 전투에서의 승리와 8월 20일 거둔 사라고사 전투의 승리 이후에, 카를 대공을 지지하던 동맹군은 마드리드를 두 번째로 점령했다. 9월 21일 대공은 마드리드에 입성했다.
그러나 1710년의 마드리드 공략은 1706년의 상황을 그대로 재현했다. 23,000명의 동맹군은 알메나라와 사라고사의 작전으로 2천을 잃었고, 게릴라와의 소규모 접전으로 인한 사상자와 질병으로 인해 두 카스티야(Castiles) 지방을 점령하는 것은 거의 불가능했다. 포르투갈은 이 상황에 아무런 도움을 주지 않았다.
펠리페 5세의 할아버지 루이 14세가 그에게 빌려준 방돔 공작은 아일랜드 여단와 함께 비밀리에 스페인군을 지도할 수 있게 허락한 일부 프랑스인을 데리고 들어왔다. 이들은 스페인군의 장교가 되어 무너진 스페인 군대를 재건하기 시작했다.
동맹군은 주민들의 가난함을 제외하고는 거의 사막과 같은 마드리드에 주둔한 동맹군을 지킬 수 없는 상황이었다. 11월 9일, 그들은 마드리드를 버리고, 카탈로니아로 퇴각하기 시작했다. 카를 대공은 2,000명의 기병대와 함께 떠나, 서둘러 바르셀로나로 물러났다. 나머지 병력은 둘로 나뉘어 진군했는데, 이는 그들이 군량을 확보하는 데 심각한 어려움을 겪었기 때문이다. 12,000명의 주력을 지휘하던 구이도 슈타렘베르크는 스태너프 경이 지휘하는 5,000명의 영국군보다 하루 앞서 출발했다. 이러한 배치는 스페인군을 지휘하는 장군이 현 상황을 이용할 줄 아는 방돔이라는 데서 재난을 불러왔다.

## 전투
이러한 상황에서 방돔은 직접 탈라베라(Talavera)에서 그의 군대를 이끌고 출진하고, 퇴각하는 동맹군을 이런 계절에, 이런 지방에서 나올 수 없는 무서운 속도로 추격하기 시작했다. 그는 밤낮으로 진군하였다. 그는 범람하는 헤나레스(Henares)의 하천을 그의 기병대 선두에 서서 건넜고, 며칠 후 브리우에가에 도착해 동맹군의 좌익을 담당하던 스태너프를 따라잡았다.
"나 말고 아무도 없다." 영국 장군은 말했다. "생각해봐라 그들이 우리를 따라잡기 위한 지난 며칠간의 행군에서 얼마나 고되게 걸었는지를. 우리의 불운은 우리의 적들이 만들어낸 믿을 수 없는 근면함 때문이다." 스태너프는 방돔이 11월 8일 저녁 그의 앞에 나타나기 전까지 브리우에가에 일부 부대를 남겨놓은 군대의 주력에게 메시지를 보낼 시간이 있었다.
다음날 아침 도시는 사방이 포위되었고, 성벽은 포격을 받았다. 갱도가 문 아래에 나타났다. 영국군은 적군의 화약이 다할 때까지 끔찍한 포격을 견뎌냈다. 그들은 압도적인 적군에 대항하여 절망적인 육박전을 벌였다. 그들은 적군이 점거한 집들을 불태웠다. 그러나 이런 모든 노력은 헛된 것이었다. 영국 장군은 더 이상의 저항은 오직 시체만을 늘릴 뿐이라고 판단했다. 그는 항복을 결심했다. 그의 용맹한 병사들은 포로가 되었으나 명예롭게 대우받았다.

## 영향
간신히 적의 항복을 받아낸 방돔은 슈타렘베르크가 스태너프를 구원하기 위해 진군해 온다는 것을 알았다. 11월 10일, 치열하고 피 튀기는 비야비시오사 전투가 벌어졌다.
포로가 된 영국군은 그들이 1711년 10월 영국으로 교환되어 보내질 때까지 포로로 남아있었다.